# Atletismo nos Jogos Pan-Americanos de 1995 - Revezamento 4x400 m feminino
A prova do revezamento 4x400 m feminino nos Jogos Pan-Americanos de 1995 foi realizada em 25 de março no Estádio Atlético "Justo Roman".

## Medalhistas
| Ouro                                                              | Prata                                                                          | Bronze                                                                 |
| CUB Cuba Idalmis Bonne Surella Morales Nancy McLeón Julia Duporty | USA Estados Unidos Trevia Williams Terri Dendy Flirtisha Harris Crystal Irving | COL Colômbia Patricia Rodríguez Elia Mera Mirtha Brock Felipa Palacios |

## Final
| Posição           | Nação              | Nomes                                                          | Tempo   | Notas |
| ----------------- | ------------------ | -------------------------------------------------------------- | ------- | ----- |
| Medalha de ouro   | CUB Cuba           | Idalmis Bonne, Surella Morales, Nancy McLeón, Julia Duporty    | 3:27.45 |       |
| Medalha de prata  | USA Estados Unidos | Trevia Williams, Terri Dendy, Flirtisha Harris, Crystal Irving | 3:31.22 |       |
| Medalha de bronze | COL Colômbia       | Patricia Rodríguez, Elia Mera, Mirtha Brock, Felipa Palacios   | 3:38.54 |       |
| 4                 | ARG Argentina      |                                                                | 3:46.46 |       |